# Empuxo vetorial

Animação do movimento de um foguete, controlado por empuxo vetorado, por movimento do bocal.

O Empuxo vetorado, em inglês Thrust vectoring, muitas vezes abreviado para TVC, de Thrust Vector Control, é a capacidade de um avião ou foguete de manipular a direção do empuxo dos motores para controlar a atitude e velocidade angular do veículo.
Em aviação, o empuxo vetorado, é usado normalmente para fornecer um empuxo vertical de forma a permitir a um avião, decolagens e pousos totalmente na vertical (VTOL) ou muito curtas (STOL). Em ações de combate aéreo, o uso de empuxo vetorado permite a realização de manobras impossíveis para veículos com motores convencionais.
Em foguetes e mísseis que ultrapassam o limite da atmosfera, controles aerodinâmicos são ineficazes. Nesses casos portanto, o empuxo vetorado é o principal meio de controle de atitude.